# Kavieng
Kavieng – miasto w Papui-Nowej Gwinei; 20 665 mieszkańców (2013). Przemysł spożywczy, włókienniczy. Miasto jest stolicą prowincji Nowa Irlandia, leżącej na wyspie o tej samej nazwie. Jest również głównym portem morskim wyspy. Znajduje się tu również port lotniczy Kavieng.
W latach 1942–1945 miasto znajdowało się pod okupacją Japończyków, którzy urządzili tam silną bazę morską i lotniczą. W marcu 1944 roku na nadbrzeżu portu w Kaviengu japońscy żołnierze zamordowali co najmniej 32 cywilów europejskiego pochodzenia.